# Duroia eriopila
Duroia eriopila är en måreväxtart som beskrevs av Carl von Linné d.y.. Duroia eriopila ingår i släktet Duroia och familjen måreväxter.

## Underarter
Arten delas in i följande underarter:
- D. e. brevidentata
- D. e. eriopila
- D. e. tafelbergensis